# Maricopodynerus chisosensis
Maricopodynerus chisosensis är en stekelart som beskrevs av Richard Mitchell Bohart 1950. Maricopodynerus chisosensis ingår i släktet Maricopodynerus och familjen Eumenidae. Inga underarter finns listade i Catalogue of Life.